# Антонов, Неон Васильевич

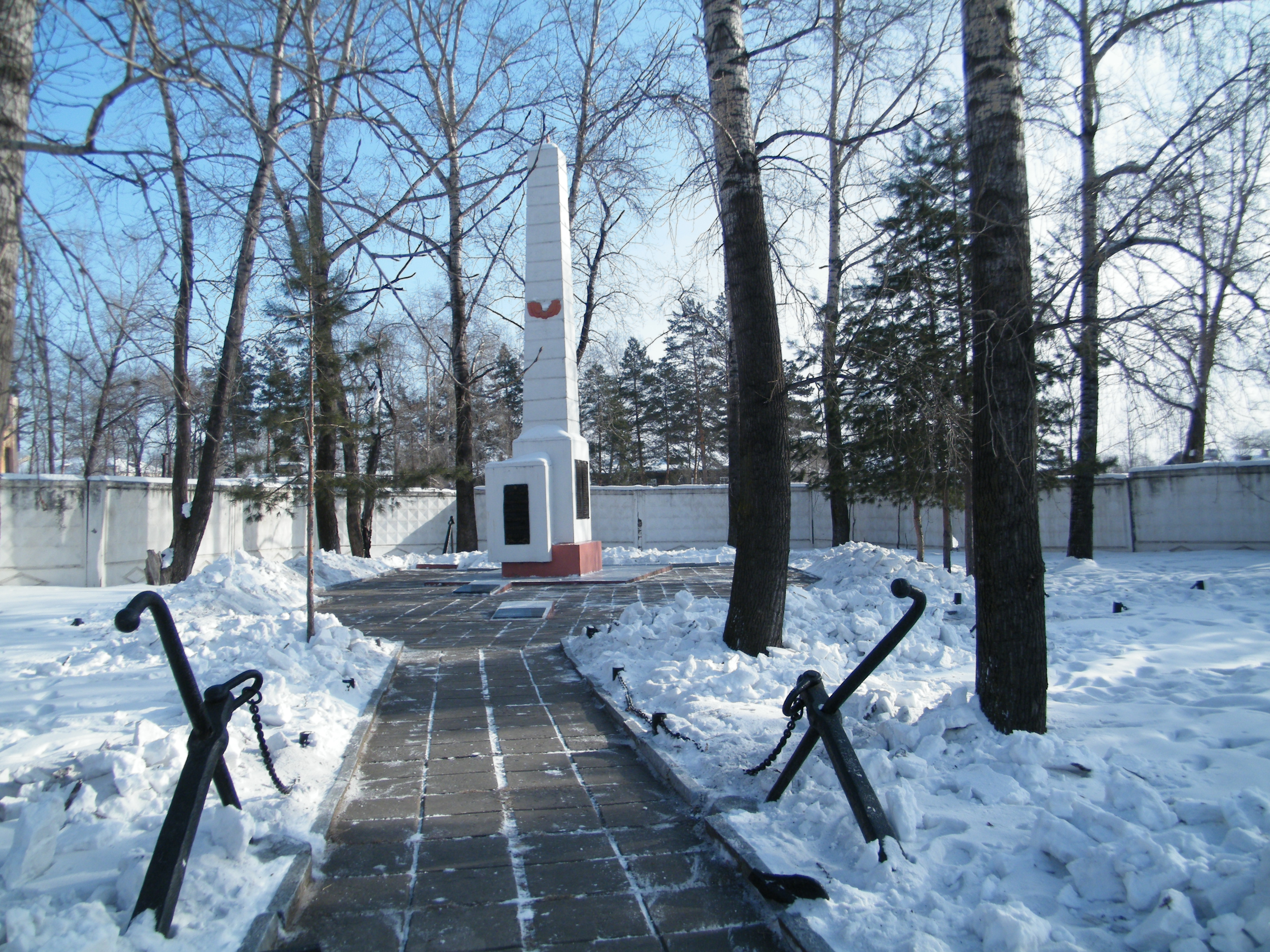
Хабаровск, Краснофлотский район, База КАФ, братская могила борцов за власть Советов (1918—1922)

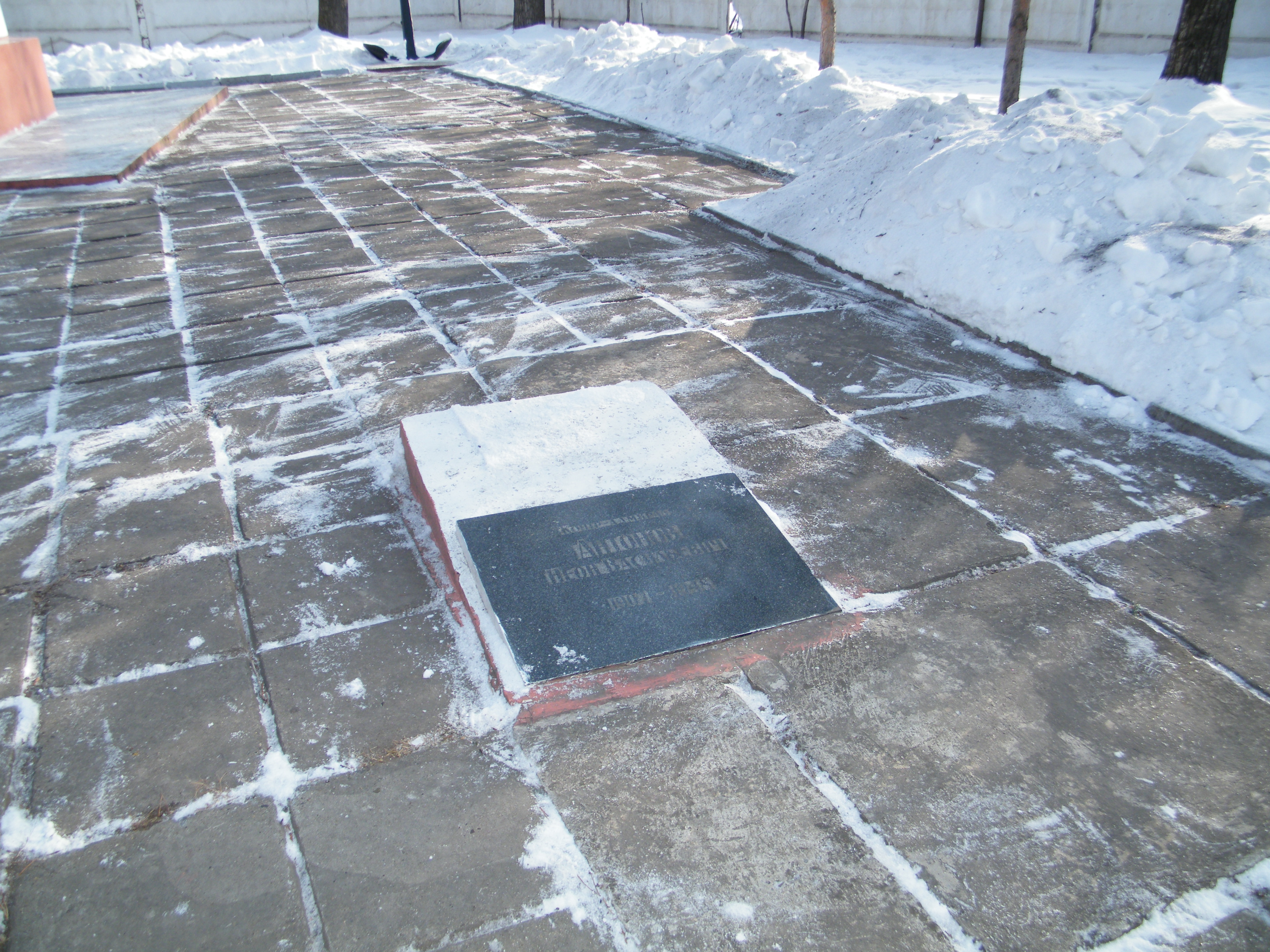
Могила контр-адмирала Антонова

Нео́н Васи́льевич Анто́нов (6 (19) января 1907 — 24 октября 1948) — военачальник советского Военно-Морского флота, участник Великой Отечественной войны и советско-японской войны. Герой Советского Союза (14.09.1945). Контр-адмирал (8.07.1945).

## Биография
Родился 6 (19) января 1907 года в селе Красково Московской губернии Российской империи (ныне посёлок городского типа Люберецкого района Московской области Российской Федерации) в семье железнодорожника Василия Никифоровича и Татьяны Тимофеевны Антоновых. Окончил школу-девятилетку в 1925 году в Коломне и в том же году начал трудовую деятельность. Тогда же вступил в комсомол, был активистом местного комитета комсомола. Работал на станции Коломна конторщиком товарной конторы, затем — контролёром электросети.
По комсомольской путёвке направлен на службу в Рабоче-крестьянский красный флот в октябре 1926 года. В 1930 году окончил Ленинградское военно-морское училище им. М. В. Фрунзе, направлен на Дальний Восток. Там служил в морской пограничной охране ОГПУ СССР. Сначала был вахтенным начальником пограничного судна «ПС-10», с феврале 1932 года переведён штурманом на пограничный сторожевой корабль «Воровский», с сентября 1933 года исполнял должность помощника командира этого корабля. С декабря 1933 года был помощником начальника штаба пограничной флотилии НКВД СССР на Дальнем Востоке.
С апреля 1936 года — командир пограничного сторожевого корабля «Воровский», который нёс службу по охране морской границы СССР и по борьбе с браконьерами в Охотском, Беринговом, Чукотском морях. Во время боёв у озера Хасан «Воровский» конвоировал транспорты, доставлявшие военные грузы и подкрепления из Владивостока в зону боёв.
В январе 1940 года капитан второго ранга Антонов направлен учиться в Военно-морскую академию им. К. Е. Ворошилова. После начала Великой Отечественной войны в июне 1941 года, приказом наркома ВМФ Н. Г. Кузнецова, досрочно выпущен со 2 курса командного факультета Военно-морской академии им. К. Е. Ворошилова. Член ВКП(б) с 1941 года.
С июня 1941 года — командир 1-го дивизиона канонерских лодок шхерного отряда Краснознамённого Балтийского Флота.
В начале Великой Отечественной войны его дивизион участвовал в обороне Таллина, артиллерийским огнём поддерживая немногочисленные воинские части на сухопутном фронте обороны. В Таллинском переходе командовал конвоем № 2 (10 транспортов и вспомогательных судов при 17 кораблях охранения), в конвое капитана 2-го ранга Н. В. Антонова оказались самые малые потери из всех четырёх конвоев — погибли 2 транспорта, все корабли охранения пришли в Кронштадт). Затем все канонерские лодки Антонова участвовали в обороне Ленинграда.
С января 1942 года — начальник штаба Охраны водного района Балтийского флота. С августа 1942 года — начальник штаба Онежского отряда кораблей Балтийского флота. В декабре 1942 года Онежский отряд кораблей был развёрнут в Онежскую военную флотилию, а Н. В. Антонов назначен начальником штаба флотилии (с июля по август 1943 года временно исполнял должность командующего флотилией). Воинское звание капитана первого ранга получил 25 мая 1943 года, а 29 декабря 1943 года был награждён орденом Красного Знамени.
Корабли флотилии прикрывали и поддерживали огнём прибрежные фланги войск Карельского фронта, отвечали за доставку грузов и войск по Онежскому озеру, вели борьбу с немецкой и финской авиацией на озере.
С января по август 1944 года — командующий Онежской военной флотилией. Под его руководством флотилия успешно действовала в Свирско-Петрозаводской операции 1944 года. В первые дни операции корабли оказывали помощь войскам фронта при форсировании реки Свирь, а в ходе дальнейшего наступления высаживали тактические десанты на остров Большой Климецкий (23 июня), Лахтинский десант (26 июня), в Уйскую губу и Петрозаводск (28 июня). Только за период с 21 по 28 июня 1944 года корабли и вспомогательные суда флотилии перевезли свыше 48 тысяч человек, 212 танков, 446 орудий и значительное количество другой техники и различных грузов.
Указом Президиума Верховного Совета СССР от 21 июля 1944 года за умелое и мужественное руководство боевыми действиями под Петрозаводском командующий флотилией Антонов был награждён орденом Ушакова II степени.
С августа по сентябрь 1944 года — начальник штаба Рижского морского оборонительного района Балтийского флота. С сентября 1944 года — первый командир Военно-морской базы Порккала-Удд в Финляндии. На этом посту, кроме организации дозорной службы, отвечал за конвоирование транспортов из Швеции, не допустив потерь среди них.
С июня 1945 года — командующий Амурской военной флотилией. Под его командованием флотилия успешно действовала в советско-японской войне. В ней имелось 126 боевых кораблей (8 мониторов, 11 канонерских лодок, более 50 бронекатеров, тральщики, минные заградители, плавучие зенитные батареи и другие), а также собственные ВВС — 68 самолётов. Находясь в оперативном подчинении 2-го Дальневосточного фронта, в первые дни Маньчжурской наступательной операции флотилия обеспечила форсирование советскими войсками Амура и массовую переброску войск фронта с тяжелым вооружением на южный берег Амура. А затем основные силы флотилии направились в беспримерный поход вверх по реке Сунгари, поддерживая продвижение советских войск вдоль реки. По Сунгари корабли флотилии проникли в центральную часть Маньчжурии до Харбина, высаживая многочисленные тактические десанты в тыл японским войскам (свыше 20 десантов) и уничтожая артиллерийским огнём прибрежные укрепленные позиции японских войск. В итоге операции моряки-амурцы захватили в Харбине все корабли Сунгарийской речной флотилии Маньчжоу-го — до 30 боевых кораблей (4 канонерские лодки, 9 бронекатеров, 8
сторожевых катеров и другие), свыше 30 буксирных пароходов, 20 грузопассажирских пароходов, около 100 барж и мелких вспомогательных и гражданских судов.
По итогам участия в Маньчжурской операции 7 моряков-амурцев (Корнер В. Д., Воронков М. Г., Сорнев И. А., Хворостянов И. А., Кузнецов С. М., Голубков Н. Н.), в том числе и командующий флотилией контр-адмирал Неон Васильевич Антонов, удостоились звания Героя Советского Союза, 3315 — были награждены орденами и медалями. Все соединения и части флотилии, а также некоторые корабли, также заслужили боевые награды и почетные наименования.
Указом Президиума Верховного Совета СССР от 14 сентября 1945 года за образцовое выполнение боевых заданий командования на фронте борьбы с японскими империалистами и проявленные при этом отвагу и геройство контр-адмиралу Антонову Неону Васильевичу присвоено звание Героя Советского Союза с вручением ордена Ленина и медали «Золотая Звезда» (№ 7128).
10 февраля 1946 года был избран депутатом Совета Национальностей Верховного Совета СССР от Еврейской автономной области Хабаровского края.
24 октября 1948 года погиб в результате несчастного случая во время рыбалки на Амуре. Похоронен в Краснофлотском районе Хабаровска возле памятника морякам-амурцам, погибшим в Гражданскую войну.

## Награды
- Медаль «Золотая Звезда» Героя Советского Союза (14.09.1945, № 7970)
- Орден Ленина (14.09.1945)
- 2 ордена Красного Знамени (22.02.1944, 5.11.1946)
- Орден Ушакова II степени (22.07.1944)
- Орден Отечественной войны I степени (1.05.1945)
- Орден Красной Звезды (3.11.1944)
- Ряд медалей СССР

## Память
- Бюст в г. Коломна на Аллее Героев.
- Мемориальная доска в Петрозаводске[15]. Именем Н. В. Антонова названа улица в Петрозаводске[16].
- Мемориальная доска на здании Хабаровского военно-морского гарнизона (2015)[17]
- Имя Неона Васильевича Антонова было присвоено пограничному сторожевому кораблю Тихоокеанского пограничного округа (в строю с 1976 по 2000 годы).
- Музей боевой славы имени Н. В. Антонова в гимназии № 56 посёлка Красково на родине героя[3].